# Timidilato sintetase
Timidilato sintetase (TS) (EC 2.1.1.45) é uma enzima que catalisa a conversão de monofosfato de deoxiuridina (dUMP) a monofosfato de deoxitimidina (dTMP).  Timidina é um dos nucleotídeos no DNA. Com inibição de TS, um desequilíbrio de desoxinucleotídeos e níveis aumentados de dUMP surgem. Ambos causam danos ao DNA.